# Amperea micrantha
Amperea micrantha är en törelväxtart som beskrevs av George Bentham. Amperea micrantha ingår i släktet Amperea och familjen törelväxter.
Artens utbredningsområde är den sydvästra delen av den australiensiska delstaten Western Australia. Inga underarter finns listade i Catalogue of Life.